# Барруа

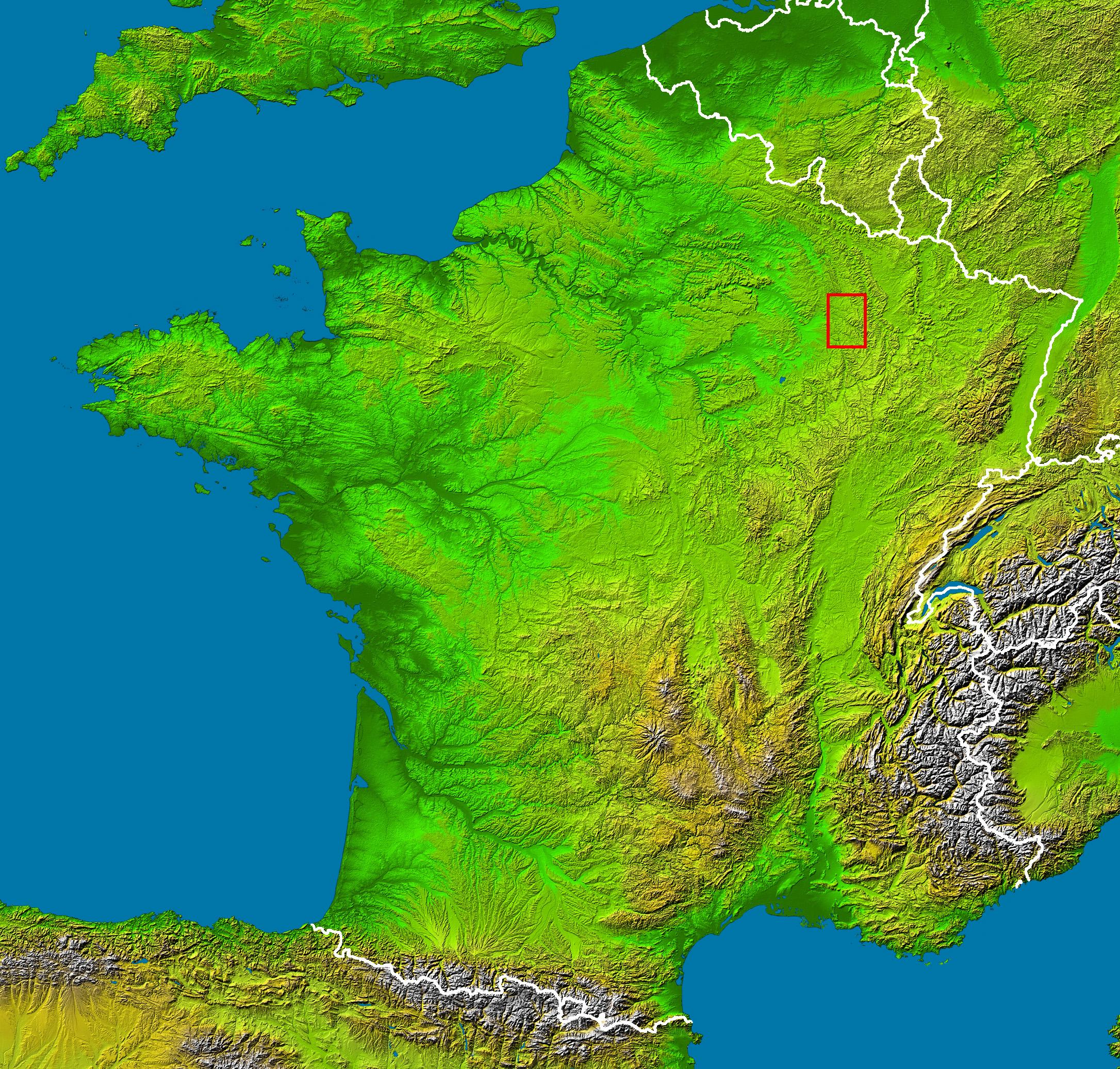
Барруа

Барруа (фр. Le Barrois) — природний регіон Франції, що охоплює приблизно південно-західну чверть департаменту Мез.
Також має назву Лотаринзького Барського князівства Бар (Bar-le-Duc). Його не слід плутати з Барським герцогством, яке простягалось до Меца та Люксембурзького графства. Крім того, є ще одне «Барруа» далі на південь, Барруа-Шампенуа, від якого «Барруа-де-Бар-ле-Дюк» відділяється регіонами Пертуа та Валлаж.

## Історія
За часів Римської імперії регіон Барруа охоплював західну частину території, яку займав галльський народ леуки. Відомо про кілька великих поселень, таких як опід Бовйоль або Фен-Веель, що були розташовані на берегах Орне. Нижче фортеці Бовйоль, існувало місто Насіум, засноване в 1 століття до нашої ери.
В період Середньовіччя під час протистояння, Філіпп IV Вродливий захопив Генріха III Барського. Потрапивши в полон у Брюгге, Генріх III був змушений підписати 1301 року угоду, за якою він визнавав себе васалом короля Франції для частини Барського князівства, розташованого на західному боці Маасу, ближче до королівства Франція. Так виник регіон Барруа поблизу князівства Бар. З того часу все, чим володіли графи і князі Барські на лівому березі Маасу, вважалося залежним від корони Франції.
У XV столітті Барське князівство та Барруа відійшло до Лотарингії.
Барруа увійшло до складу Франції лише 23 лютого 1766 року, разом з Лотарингією, після смерті Станіслава Лещинського, титулярного герцога Лотарингії та Бару та колишнього короля Речі Посполитої.
Сьогодні Барруа є частиною сучасного французького регіону (області) Лотарингія.